# Maxim Potîrniche
Maxim Potîrniche (ur. 13 czerwca 1989 roku w Kiszyniowie) – mołdawski piłkarz występujący na pozycji obrońcy.
Swoją karierę rozpoczynał w klubie Academia UTM Kiszyniów, gdzie występował w latach 2008–2012. Następnie przeszedł do zespołu Iscra-Stali Rybnica, gdzie rozegrał rundę jesienną sezonu 2012/2013 ligi mołdawskiej. Kolejnym klubem była białoruska Biełszyna Bobrujsk, w której występował w sezonie 2013. Na początku 2014 roku zawodnik przeszedł do I-ligowego Energetyka ROW Rybnik. W sezonie 2014/2015 grał w Zimbru Kiszyniów, a latem 2015 trafił do Sheriffa Tyraspol.
W latach 2011–2012 piłkarz czterokrotnie wystąpił także w towarzyskich spotkaniach reprezentacji Mołdawii.